# 척 지토

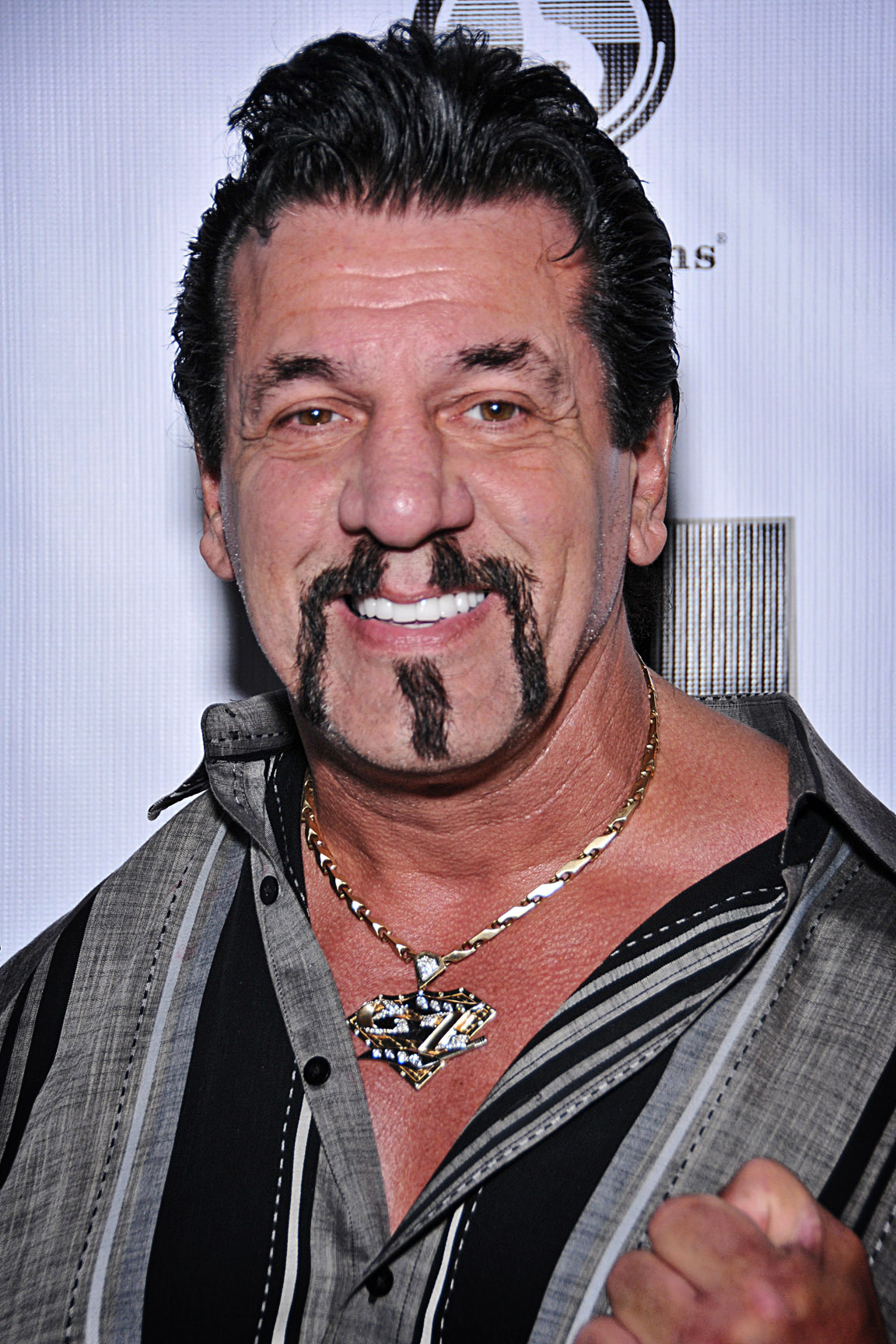

척 지토(Chuck Zito, 1953년 3월 1일 ~ )는 미국의 배우, 텔레비전 배우, 라디오 DJ, 스턴트 배우이다.
브롱크스에서 태어났다.

## 방송
- 썬즈 오브 아나키 5
- 오즈

## 영화
- 캅스 앤 로버스 (2017년)
- 블러드 서커스 (2017년)
- 익스트림 파이트 클럽 (2016년) - 제크 역
- 더 마셜 아트 키드 (2015년)
- 제이슨 스타뎀의 홈프론트: 가족을 지켜라 (2013년) - 대니 T 투리 역
- 익스트림 No.13 (2011년) - 테드 역
- 맨 인 더 체어 (2007년)
- 사인 오브 더 크로스 (2005년)
- 칼리토 2 - 칼리토의 법칙 (2005년)
- 브룩클린 바운드 (2004년)
- 테이블 원 (2000년)
- 미 앤 윌 (1999년)
- 지아 (1998년)
- 코드 제로 (1998년)
- 오즈 (1997년)
- 방탕자들 (1996년)
- 헤븐스 프리즈너 (1996년)
- 레드 타겟 (1996년)
- 주어러 (1996년)
- 스피더 (1994년)
- 러브 화이어 (1994년)
- 센세이션 (1994년)
- 사랑, 사기 그리고 도둑 (1993년)
- 칼리토 (1993년)
- 탈주자 (1993년)
- 더 영 앤 더 레스트리스 (1973년)